# Episodi di Primeval: New World
La prima stagione della serie televisiva Primeval: New World è stata trasmessa dal canale canadese Space dal 29 ottobre 2012 al 19 febbraio 2013.
In Italia, è stata trasmessa sul canale satellitare AXN Sci-Fi dal 20 marzo al 5 giugno 2013.
| nº | Titolo originale              | Titolo italiano                           | Prima TV Canada  | Prima TV Italia |
| -- | ----------------------------- | ----------------------------------------- | ---------------- | --------------- |
| 1  | The New World                 | Un nuovo mondo                            | 29 ottobre 2012  | 20 marzo 2013   |
| 2  | Sisiutl                       | Il mostro marino                          | 5 novembre 2012  | 20 marzo 2013   |
| 3  | Fear of Flying                | Paura di volare                           | 12 novembre 2012 | 27 marzo 2013   |
| 4  | Angry Birds                   | Un cucciolo pericoloso                    | 19 novembre 2012 | 3 aprile 2013   |
| 5  | Undone                        | Missione incompiuta                       | 26 novembre 2012 | 10 aprile 2013  |
| 6  | Clean Up on Aisle Three       | I nodi vengono al pettine                 | 3 dicembre 2012  | 17 aprile 2013  |
| 7  | Babes in the Woods            | Creature nella foresta                    | 10 dicembre 2012 | 24 aprile 2013  |
| 8  | Truth                         | La verità                                 | 17 dicembre 2012 | 1º maggio 2013  |
| 9  | Breakthrough                  | La scoperta                               | 22 gennaio 2013  | 8 maggio 2013   |
| 10 | The Great Escape              | La grande fuga                            | 29 gennaio 2013  | 15 maggio 2013  |
| 11 | The Inquisition               | Sotto processo                            | 5 febbraio 2013  | 22 maggio 2013  |
| 12 | The Sound of Thunder (Part 1) | Una corsa contro il tempo - Prima parte   | 12 febbraio 2013 | 29 maggio 2013  |
| 13 | The Sound of Thunder (Part 2) | Una corsa contro il tempo - Seconda parte | 19 febbraio 2013 | 5 giugno 2013   |

## The New World
- Titolo originale: The New World
- Diretto da: Martin Wood
- Scritto da: Judith e Garfield Reeves-Stevens